# Sieraków Śląski

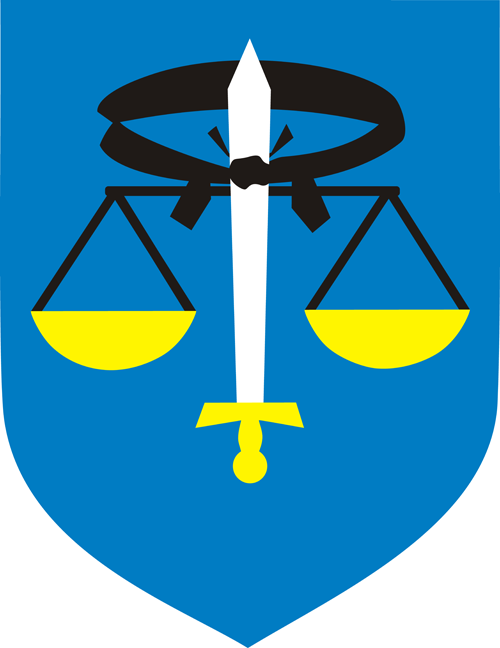
Nieoficjalny herb wsi Sieraków Śląski

Sieraków Śląski (niem. Schierokau) – wieś w Polsce, położona w województwie śląskim, w powiecie lublinieckim, w gminie Ciasna.
| SIMC    | Nazwa           | Rodzaj     |
| ------- | --------------- | ---------- |
| 1002656 | Nowy Sieraków   | część wsi  |
| 0130688 | Osiedle Małe    | część wsi  |
| 0130694 | Osiedle Wielkie | część wsi  |
| 0130702 | Podole          | część wsi  |
| 0130725 | Przywary        | przysiółek |
| 0130719 | Przywary Leśne  | część wsi  |
| 1002780 | Szyszków        | część wsi  |

W latach 1945–1954 siedziba gminy Sieraków. W latach 1975–1998 wieś administracyjnie należała do województwa częstochowskiego.
W 1936 rządząca NSDAP zmieniła dotychczasową nazwę wsi z Schierokau na Breitenmarkt, w procesie powszechnego likwidowania nazw polskich w Cesarstwie Niemieckim pod władzą NSDAP. Nazwa Sieraków została administracyjnie zatwierdzona 12 listopada 1946. 21 grudnia 1998 nastąpiła zmiana urzędowej nazwy wsi z Sieraków na Sieraków Śląski

## Historia
Od XIX w. do 1936 r. na wizerunku pieczęci gminnej była przedstawiona kobieta w długiej szacie z uniesionym mieczem w prawej ręce i wadze w ręce lewej (Temida)

## Galeria

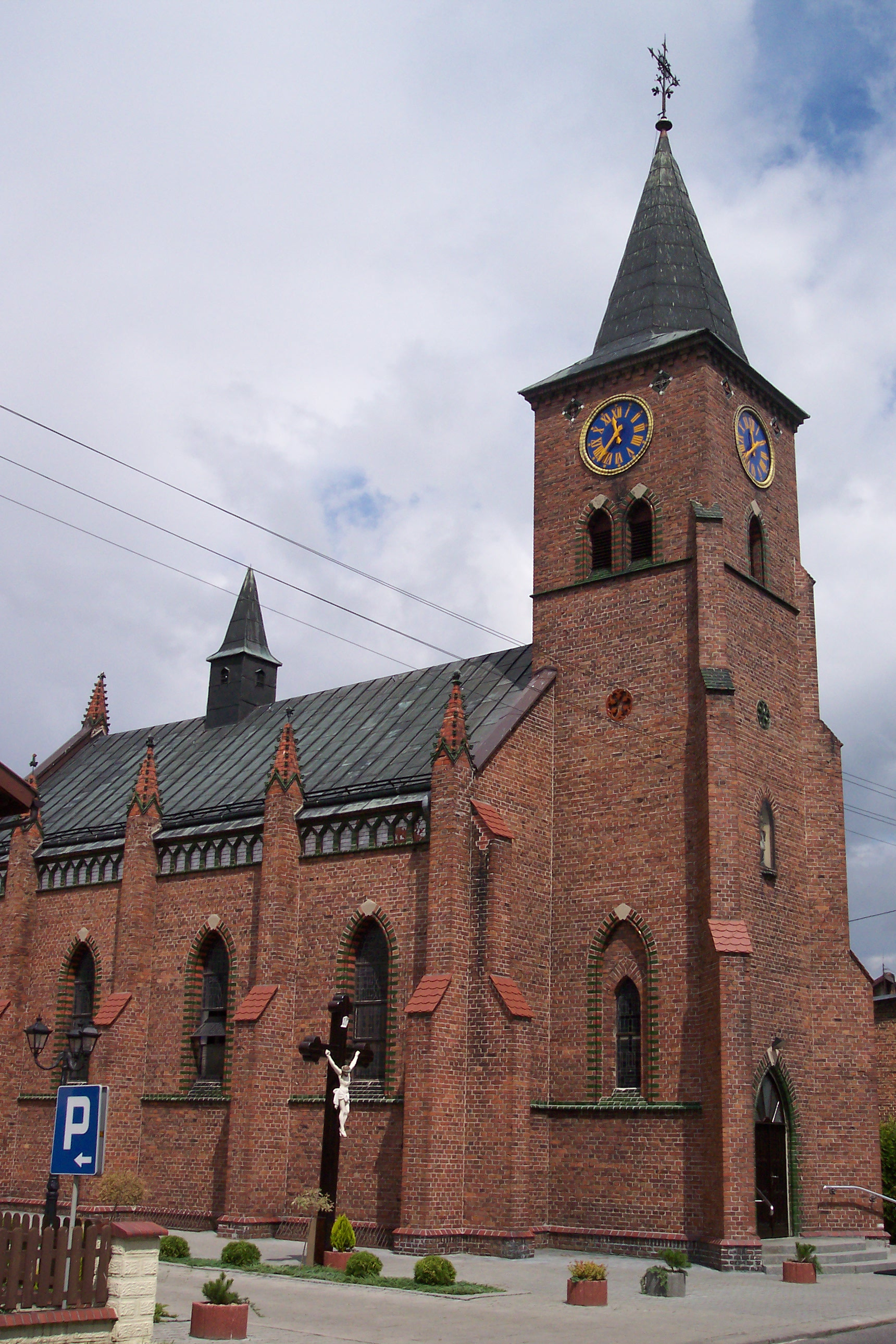
Kościół pw. św. Jana Nepomucena
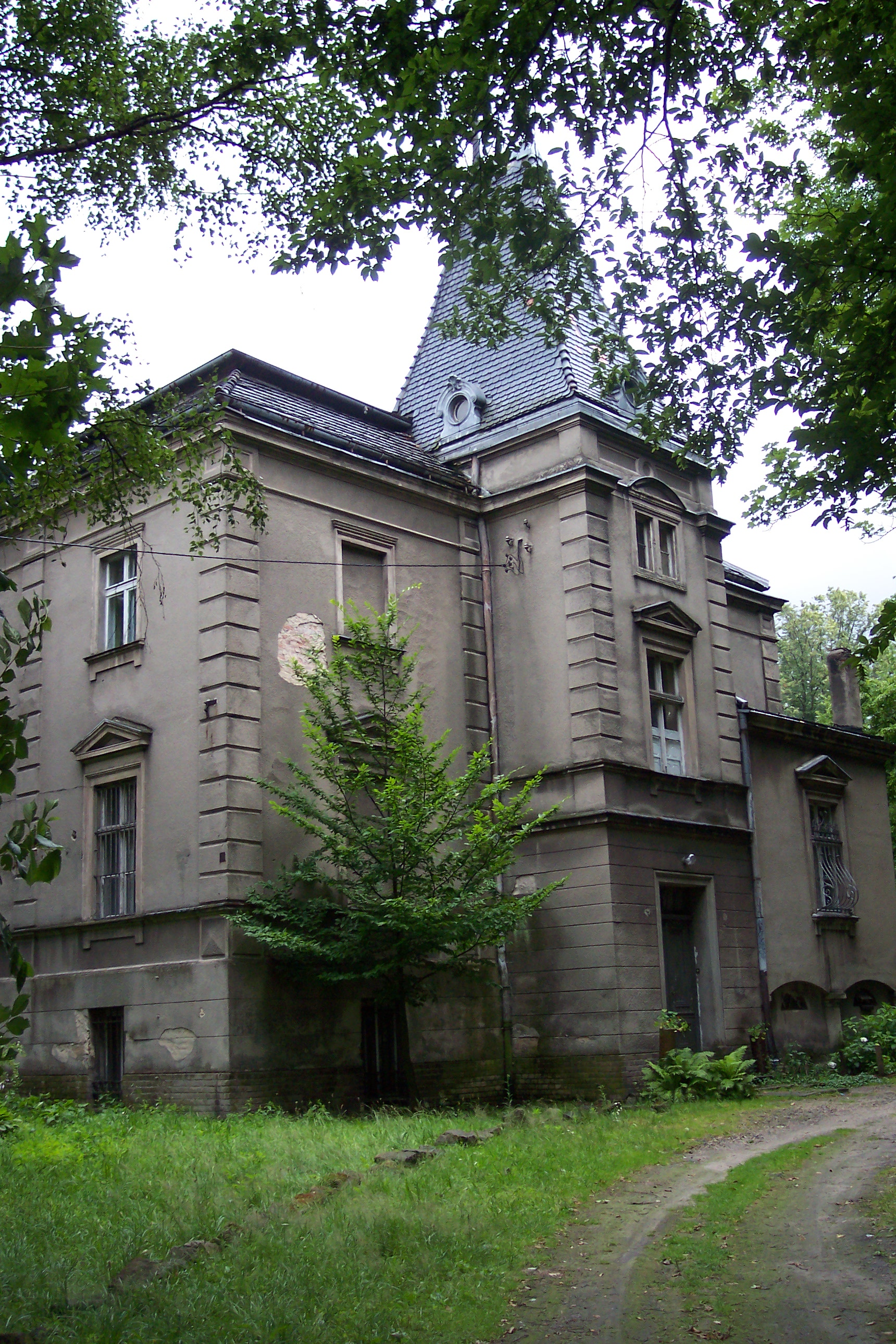
Pałac w Sierakowie Śląskim
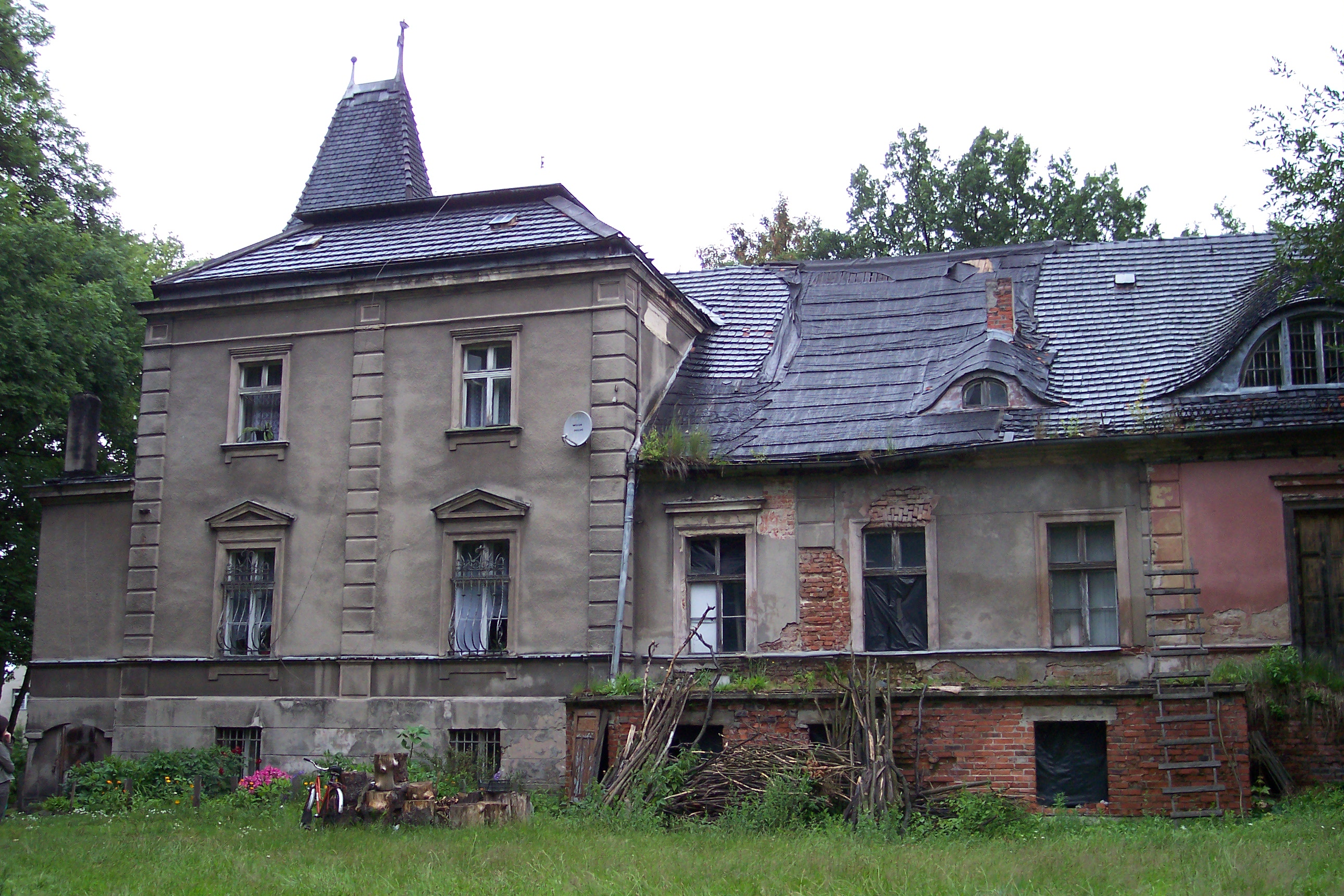
Pałac
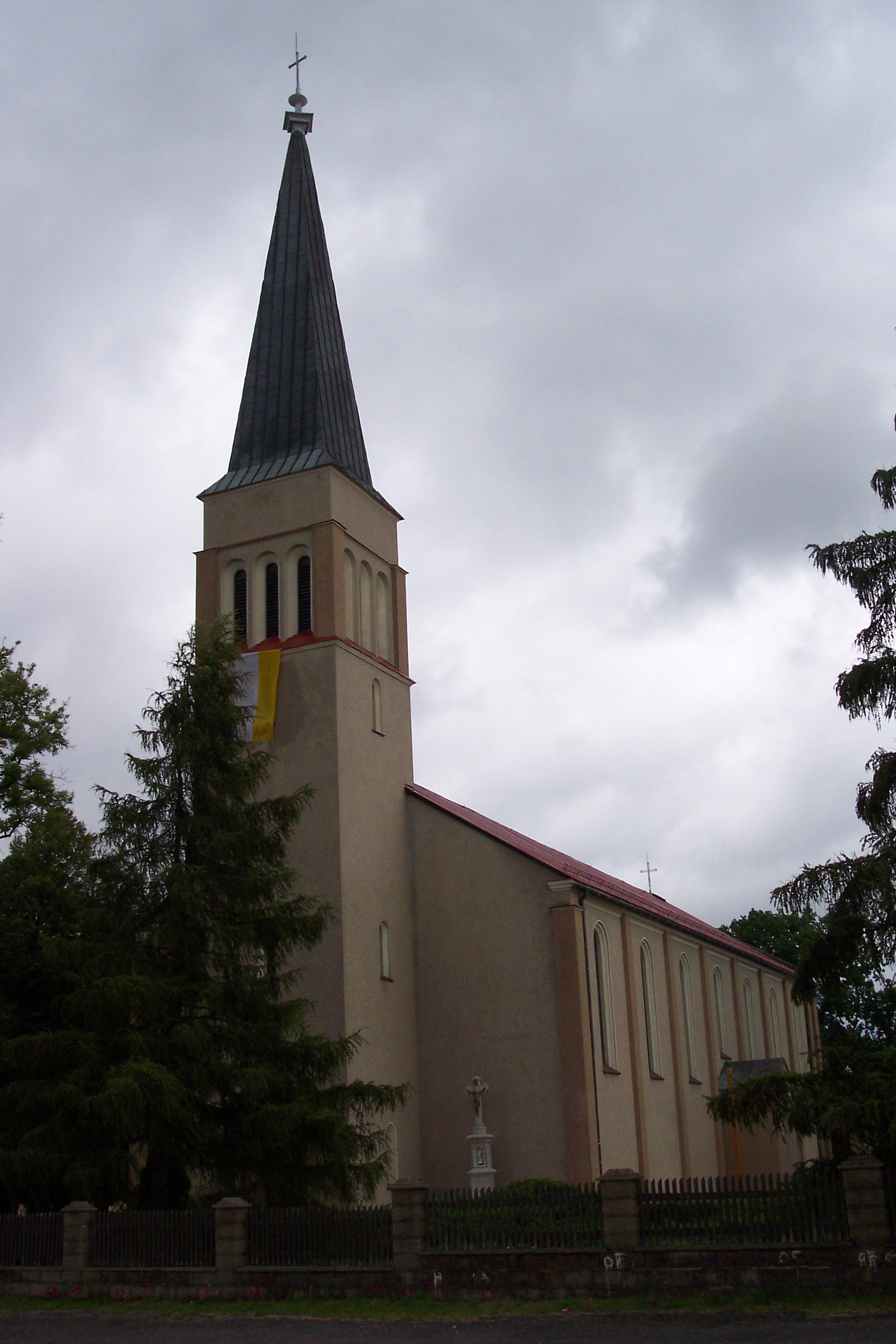
Kościół Świętych Apostołów Piotra i Pawła w Sierakowie Śląskim